# 原發性高醛固酮症
原發性高醛固酮症（primary hyperaldosteronism）或原发性醛固酮增多症、原发性醛固酮症（primary aldosteronism，PA），又稱康氏症（Conn's syndrome），是腎上腺醛固酮分泌增多（肾上腺皮质增生或肿瘤等等），造成继发性腎素被抑制，产生以高血压、低血钾、低血浆肾素活性和碱中毒为主要表现的临床综合征。
原發性高醛固酮症为继发性高血压最常见的病因，通常症狀不嚴重。大多數人會引起高血壓，導致視力模糊或頭痛。偶爾還會有肌肉無力、痙攣、刺痛感，及過量排尿等現象。本疾病的併發症包含心血管疾病，如中風、心肌梗死、腎功能衰竭、心律不整等等。
本疾病最早是於1955年由美國內分泌學者傑洛姆·W·康恩所描述，因此又稱為康氏症。

## 病因
可引起原發性高醛固酮症的原因很多。約66%的病患是由於先天性腎上腺增生症，33%則由於腎上腺腺瘤而造成醛固酮分泌過多。其他較罕見的原因則包含腎上腺癌及遺傳性的家族性高醛固酮症。有些指引建議對於高風險的高血壓患者進行篩檢，有些則認為所有高血壓患者都應該接受篩檢。

## 筛查与确诊
筛查方式通常利用血浆醛固酮浓度（PAC）与肾素活性（PRA）之比（醛固酮和腎素的濃度比值，ARR）。确诊则推荐使用：氟氢可的松试验、生理盐水输注试验、卡托普利试验或口服高钠饮食。分型一般使用肾上腺静脉采血（adrenal venous sampling, AVS）。但是，研究发现这些筛查或诊断步骤均存在不足。
雖然文獻中常提到本疾病會合併低鉀血症，然而其實只有四分之一的病患會有此一表徵。如要找出潛藏原因則可以輔以醫學影像協助診斷。

## 治疗
腺瘤部分可以利用手術切除。若單側腎上腺異常腫大，也可以手術移除其中一個。如果是雙側腫大，則一般給予如螺内酯或迎甦心等抗鹽皮質激素藥物。另外也需合併給予其他治療高血壓的藥物，並建議低鹽飲食。有些家族性高醛固酮症可用地塞米松進行治療。

## 流行病学
原發性高醛固酮症的患者大約佔了高血壓患者的1成，且女性比男性更容易發生，常在30歲至50歲間的人們發病。